# HMS Activity (D94)
HMS «Activity» (D94) — эскортный авианосец Королевского военно-морского флота Соединённого Королевства во время Второй мировой войны, переоборудованный из недостроенного рефрижератора «Telemachus». В начале своей службы действовал как учебный авианосец, с 1944 года участвовал в проводке морских конвоев в Северной Африке, Арктике и Атлантике. Начиная с 1945 года использовался в качестве транспортного корабля, его главной целью была перевозка самолётов и личного состава в Индию и Шри-Ланку. После войны был продан в состав торгового флота компании «Glen Line», получил новое наименование — MV «Breconshire»; был списан в 1967 году.

## История создания
Успешная переделка германского сухогруза «Ганновер» в эскортный авианосец «Одесити» повлекла за собой конверсию ещё пяти торговых судов на британских верфях. Первым из них стал «Активити».
HMS «Активити» был построен на верфи «Каледон Шипбилдинг энд Инжиниринг компани» в Данди. Заложен 1 февраля 1940 года, в качестве скоростного рефрижераторного грузового судна «Telemachus» по заказу компании Альфред Холт Лайн. В феврале 1941 года корабль был реквизирован Министерством военного транспорта и переименован в «Empire Activity». В январе 1942 года он был реквизирован уже Адмиралтейством, так как его сочли подходящим для переоборудования в эскортный авианосец. Спущен на воду 30 мая 1942 года. К августу 1942 года основные работы были закончены. Корабль был введён в эксплуатацию 29 сентября 1942 года под названием «Активити» и получил номер вымпела D94. Первым командиром был назначен кэптен Гай Уиллоуби (Guy Willoughby).

## Конструкция
«Активити» стал полезным приобретением Королевского флота, хотя его конструкция была и менее удачна, чем построенные в США эскортные авианосцы, которые вскоре вошли в строй.
По сравнению с эскортными авианосцами типа «Эвенджер» американской постройки с короткой и широкой, обшитой деревом полетной палубой 125 × 23,8 м, у «Активити» была более узкая и длинная стальная, размерами 149,4 × 20,1 м. На британском авианосце отсутствовала катапульта и был только один подъёмник грузоподъёмностью 4,5 тонны, расположенный в кормовой части полетной палубы. Он обслуживал короткий ангар размерами 87 × 59 × 21 фут. Небольшая надстройка-остров располагалась по правому борту. За ней в корме находились всего четыре троса аэрофинишёра, один страховочный трос и единственный аварийный барьер для защиты припаркованных в носу самолётов. Это было вдвое меньше, чем на американских авианосцах.
Запас авиабензина составлял 91 тысячу литров. Для сохранения остойчивости авианосец нёс 1600 тонн балласта, подводную часть корпуса более тщательно разделили на отсеки. Некоторые боевые посты защитили тонкой противоосколочной бронёй. Из-за маленького самолётоподъёмника в состав размещавшейся на «Активити» смешанной противолодочной эскадрильи входили только 10 самолётов двух типов: «Суордфишей» и «Уайлдкэтов». Более крупные американские самолёты или любые самолёты без складывающихся крыльев просто не помещались на самолётоподъёмнике размером всего 12,8 × 7,3 метра. Как и на всех британских переделках, у «Активити» было два вала, что давало ему лучшую маневренность, чем у одновальных американских авианосцев. Они приводились во вращение двумя дизелями Burmeister & Wain суммарной мощностью 12 тысяч л. с. Это обеспечивало кораблю максимальную скорость в 18 узлов. Дальность плавания составляла 4500 миль при скорости 18 узлов.

## Служба

### Королевский военно-морской флот
С начала перестройки в мае 1942 года и до её завершения в августе того же года, «Активити» находился в шотландской деревне Ламлаш. Затем авианосец отправился в Росайт, где в период с 9 по 14 октября на него установили специализированное оборудование. Приступив к службе 1 января 1943 года, «Активити» до октября 1943 года действовал в качестве учебного авианосца и использовался для отработки взлётов и посадок пилотами 838-й, 768-й, 819-й и 835-й эскадрилий флота.
За это время произошло большое количество аварий, так например: 12 марта 1943 года. Лейтенант Э. Л. Рассел, пилотируя «Суордфиш» с бортовым номером V4311, пропустил все тросы аэрофинишёров (посадочные тросы), врезался в остров и перевалился через борт. Пилот был спасен сторожевым судном. 2 июня 1943 года «Мартлет» № AJ151, пилотируемый вторым лейтенантом Н. М. Саймоном, также пропустил все аэрофинишёры и с носа корабля упал в море, пилот был спасён.

### Кампания 1944 года
После этого «Активити» принимал участие в проводке торговых конвоев в Северной Атлантике. 12 января 1944 года на «Активити» вновь поступили самолёты 819-й эскадрильи ВВС флота всего 10 самолётов включая 3 торпедоносца «Суордфиш» и 7 истребителей «Уайлдкэт». Корабль начал обязанности по эскортированию 29 января в составе второй эскортной группы, куда помимо «Активити» входили шлюпы Starling, Kite, Magpie, Wild goose и Woodpecker, группой командовал капитан Уолкер. Затем «Активити» совместно с эскортным авианосцем HMS Найрана, а также эсминцем HMS «Icarus», фрегатом HMS «St Catherines» и корветом HMS «Fennel», осуществлял эскортирование конвоя OS-66 и обратного конвоя KMS-40. После проводки этих конвоев, перед авианосцами «Активити» и «Найрана» была поставлена задача: прикрыть конвои: ONS-28, вышедший 28 января из Ливерпуля в Галифакс, и ON-222, вышедший 30 января из Галифакса в Нью-Йорк. 6 февраля «Суордфиш» № LS376, второго лейтенанта А. Х. Джонсона, врезался в защитный барьер. Самолёт не подлежал ремонту и был разобран на запчасти, а его фюзеляж сбросили в море.
Следующей миссией «Активити» стала задача по защите конвоев SL-147 и KMS-38, которые следовали маршрутом из Фритауна в Ливерпуль и обратно. В конце февраля «Уайлдкэт» № FN234, управляемый лейтенантом Дж. Дж. Ларджем, перелетел через левый борт при посадке в плохую погоду в Бискайском заливе. Лейтенант Лардж был благополучно спасён. 5 — 6 марта два авианосца «Активити» и «Найрана» обеспечили воздушное прикрытие конвою KMS-043G во время его перехода в Гибралтар. В последующем эти два авианосца участвовали в проводке конвоя MKF-29. Единственным происшествием стала потеря «Суордфиша» № NE972 12 марта, причиной чего послужило то, что при взлёте самолёта осталась не убранной правая колодка. В результате этого самолёт свернул в сторону надстройки, а затем упал за борт. Пилоту лейтенанту Каббону удалось спастись.
По прибытии на базу Клайд 15 марта «Активити» был выведен из состава второй эскортной группы и переведён в Флот Метрополии, для несения службы в Арктике. Авианосец, с базировавшейся на нём 819-й эскадрильей морской авиации, вошёл в состав эскорта конвоя JW 58, направляющегося в Мурманск. В этом походе авианосец работал в паре с эскортным авианосцем «Трэкер», с борта которого действовала 846-эскадрилья морской авиации, в которую входили 12 «Эвенджеров» и 7 «Уайлдкэтов».
Конвой вышел 26 марта из Лох-Ю, 29 марта к конвою присоединились авианосцы. Первое столкновение с противником произошло 30 марта, когда два «Уайлдкэта» 819-й эскадрильи № FN122 ('P') лейтенанта Дж. Дж. Ларджа и № FN135 ('З) второго лейтенанта Р. К. Юу сбили Ju-88 D-1 W.Nr.430563 «4N+CK» из 1/Aufkl.Gr.22 разведывательной эскадры Люфтваффе в районе с координатами 67°00′ с. ш. 03°09′ з. д.. На следующий день «Уайлдкеты» №JV522 ('R') и №JV391 ('S') 819-й эскадрильи уничтожили два Fw.200, первый из них (Fw.200C-3 W.Nr.062 «F8+BL» обер-лейтенанта Вальтера Кломпа) упал в районе 69°29′ с. ш. 00°27′ з. д., а второй (Fw.200C-8 W.Nr.224 «F8+OL» унтер-офицера Альфреда Гёбеля) упал в районе 70°20′ с. ш. 01°30′ з. д.. Счёт пилотов 846 эскадрильи тоже пополнился — в этот же день был сбит Fw-200C-6 (W.Nr.220 «F8+GL» обер-лейтенанта Альфреда Вейера). Вечером 1 апреля радары кораблей охранения засекли одиночную воздушную цель, появившуюся в 30-40 км от конвоя. Это был Bv.138С-1 (W.Nr.311043 из 3-й эскадрильи SAGr.130, вылетевший с базы гидросамолётов Биллефьорде). С авианосца «Активити» на его перехват были подняты два «Уайлдкэта», но один из них во время взлёта рухнул в море — у «Уайлдкэта» № FN122 ('P'), на взлёте отказал двигатель, пилот лейтенант В. Г. Боулз был спасён. Тогда в воздух был отправлен ещё один самолёт. Вскоре истребители догнали и сбили летающую лодку. На следующий день — 2 апреля очередной победой лётчиков флота Его Величества снова стал «Юнкерс», который, как говорилось в их донесении, «после 45-минутного боя рухнул в море, охваченный пламенем». Вероятно, это был Ju.88D-1 (W.Nr.430822 «4N+LH» из 1./Aufkl.Gr.22), который в тот день во время разведывательного полёта над Норвежским морем пропал без вести вместе со своим экипажем из четырёх человек. Первая подводная лодка противника бала обнаружена 3 апреля. Когда лейтенант С. Бриллиант, второй лейтенант Х. Чедвик и старшина Дж. Перри, летевшие на «Суордфише» № LS373 (‘C’), попали под огонь с U-288. К ним на помощь пришли ближайшие «Эвенджер» № FN869 («4G») и «Уайлдкэт» № JV512 из 846-й эскадрильи «Трэкера». Самолёты провели комбинированную атаку с применением глубинных бомб и неуправляемых ракет, после чего U-288 затонула в Баренцевом море, к юго-востоку от острова Медвежий (73°44′ с. ш. 13°04′ в. д.). За эту победу С. Бриллиант и Х. Чедвик были награждены Крестом «За Выдающиеся Заслуги», а Дж. Перри получил Медаль «За выдающиеся заслуги».
Всего же за период проводки конвоя, с 26 марта по 4 апреля, лётчики авианосцев заявили о шести сбитых немецких самолётах-разведчиках. При этом в результате аварий были потеряны два «Уайлдкэта». Также самолёты с «Активити», совместно с самолётами авианосца «Трэкер» и эсминцами конвоя потопили U-355 и повредили U-362, U-673 и U-990. Все суда конвоя JW-58 4 апреля пришли в Мурманск. За время проводки конвоя ни один корабль не был потоплен, в том числе и крейсер USS Milwaukee, который был передан в состав ВМФ СССР в счёт раздела капитулировавшего итальянского флота.
Обратный конвой RA-58 покинул Мурманск 7 апреля и 14 апреля без происшествий прибыл в Лох-Ю. HMS «Активити» покинул конвой 12 апреля и направился в Скапа-Флоу. За время эскортирования конвоев JW-58/RA-58 самолёты «Активити» в общей сложности налетали 67 лётных часов.
819-я эскадрилья покинула «Активити» 13 апреля когда «Суордфиши» и личный состав эскадрильи были высажены на королевской военно-морской авиабазе Хатстон. Однако 5 «Уайлдкэтов» из 819-й эскадрильи вошли в новую авиационную группу авианосца, которая также включала в себя 2 «Уайлдкэта» из 816-й эскадрильи и 3 «Суордфиша» из 836-й эскадрильи. Вся эта смешанная авиагруппа получила название 833-й эскадрилья морской авиации.
19 апреля «Активити» вместе с крейсером HMS «Diadem», авианосцем HMS «Fencer», и ещё 14 английскими эсминцами и 4 канадскими фрегатами, присоединились к флоту метрополии, для перехода в Кольский залив. Этот переход получил название: операция «EZ». Корабли должны были доставить советский военно-морской персонал из Мурманска на корабли, передаваемые Советскому флоту по ленд-лизу. Все военные корабли прибыли в Кольский залив 24 апреля, боевых столкновений с противником за время проведения операции «EZ» не было. Были потеряны два «Суордфиша»: первый 22 апреля сломал свой гак, пытаясь приземлиться после патрулирования. Другой упал в море 24 числа, когда пилоты обнаружили, что гак неисправен. Экипажи обоих самолётов были спасены.
«Активити» и эскортный авианосец «Fencer» в составе конвоя RA-59 отплыли назад 28 апреля. Обратный переход был насыщен событиями: 1 мая «Суордфиш» LS280 атаковал подводную лодку, а «Уайлдкэты» FN135 и JV332 атаковали и сбили немецкий разведывательный самолёт Bv.138 на позиции 72°20′ с. ш. 09°13′ в. д.. На следующий день «Суордфиш» LS160, атаковал вторую подводную лодку. 4 мая «Активити» вместе с эсминцами «Marne», «Matchless», «Meteor», «Milne» and «Musketeer» отделились от конвоя и отправились на базу Клайд. В ходе этого боевого похода пилотам авианосцев удалось потопить глубинными бомбами подводные лодки U-277, U-674 и U-959.
С 6 мая по 11 мая 1944 года «Активити» провёл на верфи на Клайде находясь в текущем ремонте. 18 мая на «Активити» был назначен новый капитан, которым стал C. Wauchope. После этого авианосец был направлен на патрулирование в Бискайский залив, в компании с «Трэкером» и «Виндексом». Авианосцы должны были обеспечивать воздушное прикрытие и проводить противолодочные патрули, чтобы предотвратить вмешательство подводных лодок в подготовку к предстоящему вторжению в Нормандию (Операция «Нептун»). Для выполнения этой задачи они действовали совместно с самолётами 19-й группы Берегового командования ВВС США.
Затем с 22 мая по 10 июня эскадра сопровождала конвои OS-78 / KMS-52, SL-158 / MKS-49 и SL-159/ MKS-50. 1 июня произошла авария: при посадке «Уайлдкэт» № JV345 его правое шасси выкатилось за борт корабля. 10 июня «Активити» прибыл на базу Клайд для пополнения запасов топлива, продовольствия и боеприпасов. 16 июня 1944 года произошла жёсткая посадка «Уайлдкэт» № JV401, самолёт застрял в сетях правого борта.
Следующим заданием для «Активити» стала проводка конвоев SL-162/ MK-53 с 20 июня по 11 июля, после чего авианосец вернулся на базу Клайд. За этот период произошло 3 аварии:
- 2 июля 1944 года. «Уайлдкэт» № JV444 выкатился за борт[3].
- 4 июля 1944 года. «Уайлдкэт» № JV522 выкатился за борт[3].
- 7 июля 1944 года. «Суордфиш» № LS452 выкатился за борт[3].

В последующем с 18 июля по 7 сентября «Активити» сопровождал свои последние конвои KMF-33/MKF-33, OS-86/KMS-60, S-167/ MKS-58. За этот время 3 самолёта были потеряны в результате неудачных посадок, сначала «Уайлдкэты» JV433 и JV533, а затем «Суордфиш» LS280.
На этом его деятельность в качестве эскортного авианосца была закончена, в последующем авианосец эксплуатировался только в качестве транспортного корабля.

### Транспортное судно
10 сентября на борт «Активити» погрузили «Эвенджеры» и личный состав 854-й эскадрильи, авианосец должен был доставить эту эскадрилью на Дальний Восток, 7 октября корабль достиг Кочина, где он выгрузил 854-ю эскадрилью, а затем отправился в Тринкомали для высадки там пассажиров. Всю следующую неделю корабль готовился к обратному рейсу в Великобританию. В начале ноября «Активити» взял на борт пассажиров из Тринкомали и Кочина, в том числе личный состав 810-й и 815-й эскадрилий. Лишь 30 ноября корабль достиг Великобритании.
После этого корабль был передан Ост-Индскому флоту для несения службы в качестве авиатранспорта, также он получил новый номер вымпела R301.
29 января 1945 года, с грузом запасных частей для самолётов, «Активити» отплыл с конвоем KM-39, прибыв в Коломбо 20 февраля, затем по пути ему было поручено доставить запасные части самолётов в Сидней.
Находясь в Индийском океане по пути в Австралию, он участвовал в спасении группы выживших с судна «Питер Сильвестр» (американского транспортного корабля типа «Либерти»), которое было потоплено немецкой подводной лодкой U-862 во вторник 6 февраля 1945 года в 22:15 в районе 03°19′ ю. ш. 99°37′ в. д., в 700 км от Фримантла. «Питер Сильвестр» стал последним судном союзников, потопленным противником в Индийском океане. 28 февраля, через двадцать два дня и в 580 милях от места затопления, 20 выживших были взяты на борт.
В 12 часов 10 минут в среду 28 февраля 1945 года вахтенный офицер (лейтенант Л. П. Синклер) сообщил об обнаружении объекта на расстоянии около 8 миль от «Активити». Курс был изменён, а объект был опознан как спасательная шлюпка с красными парусами. И вскоре 20 офицеров и матросов с американского корабля «Питер Сильвестр» были взяты на борт. В 13:08 спасательная шлюпка была сброшена и потоплена корабельной артиллерией, и корабль вернулся на первоначальный курс 132°.
Уцелевшие были высажены на берег во Фримантле 3 марта, а «Активити» продолжил путь в Сидней. После доставки своего груза «Активити» отплыл из Сиднея 24 марта в Коломбо, перевозя пассажиров. Из Коломбо он отправилась в Кочин за вторым грузом (Корсарами), который был загружен 20 апреля.
26 мая капитан Уошоп умер в результате болезни, и командование принял командир Э. Дж. Р. Нортон (старший офицер корабля).
После окончания военных действий 15 августа 1945 года внимание было обращено на повторную оккупацию бывших британских территорий, удерживаемых японскими войсками. «Активити» вышел из Коломбо 1 сентября для участия в операции «Tiderace», которая заключалась в повторном захвате Сингапура.
«Активити» вошёл в гавань Сингапура 6 сентября, неся с собой припасы и персонал портовой партии, который должен был работать на доках.
После разгрузки «Активити» началась погрузка на корабль бывших военнопленных, которые были достаточно здоровы, чтобы совершить путешествие на Цейлон, и он отплыл в Тринкомали 15 числа. Вернувшись на Цейлон, корабль получил приказ отплыть в Великобританию. После высадки пассажиров из Сингапура экипаж корабля приготовился к отплытию в Великобританию.
HMS «Активити» прибыл обратно в Клайд 20 октября 1945 года и был выведен с действующей службы. Сразу же начались работы по подготовке к отправке в резервный флот. 30 января 1946 года он был переведён в резервный статус категории В. А 25 марта 1946 года был продан компании «Glen Line» для переоборудования в торговое судно.

### Торговый Флот
«Активити» был переоборудован в торговое судно и переименован в «Бреконшир», вступив в строй в сентябре 1947 года. Это был второй корабль «Глен лайн», получивший название «Бреконшир». Он перевозил грузы по маршруту Великобритания — Китай и Япония — Великобритания с заходами в порты Йокогамы, Гонконга, Шанхая, Сингапура и Пенанга. «Бреконшир» оставался в строю до апреля 1967 года, отплыв из Кобе в Михару на слом 24 апреля 1967 года.